# Белиатор
Белиато́р — небольшой город в Индии, в штате Западная Бенгалия. Входит в состав округа Банкура. Население — 5654 чел. (по переписи 2001 года).

## География
Город располагается на востоке страны, в штате Западная Бенгалия, на берегу реки Шали. Высота над уровнем моря — 79 м.

## Население
Согласно переписи 2001 года, население Белиатора составляло 5654 человека, из них 51% — мужчины и 49% — женщины (численное преобладание мужчин перед женщинами в целом характерно для Индии).

## Транспорт
Ещё в 2002 году одним из членов индийского парламента был поставлен вопрос о продлении железной дороги Банкура — Дамодар до Белиатора. Предполагаемая цена строительства была оценена правительством в более чем 900 млн рупий.
В настоящее время в город проведена автотрасса, соединяющая Белиатор с соседними городами. По дороге проходят автобусные маршруты — как государственных, так и частных компаний.

## Культура
Город известен в Индии местным традиционным кушаньем «меча сандеш» и производством изделий из бисера.

## Знаменитые уроженцы
- Джемини Рой — известный индийский художник и график[6].
- Кхудирам Дас[англ.] — индийский лингвист и литературовед.